# 오남도서관
오남도서관은 경기도 남양주시 오남읍 양지리 소재의 시립 도서관이다.
도서관 규모:
| 대지면적(m²) | 건축면적/연면적(m²) | 층 수            | 구 조    | 좌석수 | 주 차 |
| ------------ | ------------------- | ---------------- | -------- | ------ | ----- |
| 3,000        | 3,900 / 5,454       | 지하1층, 지상3층 | 콘크리트 | 764석  | 48대  |

## 연혁
- 2010년 5월 17일 오남도서관 개관
- 2010년 12월 1일 오남도서관 학교밖 꿈나무안심학교 개교

## 이용 안내
이용 시간
- 어린이자료실 : 09:00 ~ 18:00
- 디지털자료실 : PC 이용좌석 09:00 ~ 18:00 / 열람석 09:00 ~ 22:00(월~금), 09:00 ~ 18:00(공휴일, 토~일)
- 문헌정보실, 연속간행물실 : 09:00 ~ 22:00(월~금), 09:00 ~ 18:00(공휴일, 토~일)
- 일반열람실 09:00 ∼ 22:00

휴관일
- 정기휴관일: 추석 당일, 설 당일
- 임시휴관일: 특별한 사유로 도서관장이 지정하는 날

기타사항
- 책이음 도서대출증 사용 가능함